# Национальный стадион Бангабандху
Национальный стадион «Бангабандху» (англ. Bangabandhu National Stadium) — основная спортивная арена столицы государства Бангладеш города Дакка. Также он известен под названиями «Национальный стадион № 1», «Даккский стадион» и т. д. Стадион назван в честь основателя государства Бангладеш Муджибура Рахмана, известного под прозвищем «Бангабандху» («друг Бенгалии»).
Стадион был построен в 1954 году. До 1 марта на нём базировалась сборная Бангладеш по крикету, однако после строительства в пригороде Дакки специализированного крикетного стадиона «Бангабандху» остался целиком в распоряжении сборной Бангладеш по футболу. В настоящее время на нём проходят в основном состязания по футболу и лёгкой атлетике. В 2010 году он был главной ареной Южноазиатских игр.
В связи с тем, что стадион «Бангабандху» был избран в качестве места для проведения церемонии открытия Чемпионата мира по крикету 2011 года (проходившего в трёх странах сразу — в Индии, Шри-Ланке и Бангладеш), то он подвёргся реконструкции: было добавлено 25 тысяч посадочных мест (что довело их общее количество до 40 тысяч), установлен светодиодный экран, и т. д.